# This (maxi)
Pour les articles homonymes, voir This.
Albums de Gescom
Keynell
(1996) That
(1998)
This est un EP du groupe anglais de musique électronique Gescom, paru en 1998.

## Titres
| Face A | Face A                           | Face A | Face A | Face A | Face A | Face A | Face A | Face A | Face A |
| No     | Titre                            | Durée  |        |        |        |        |        |        |        |
| ------ | -------------------------------- | ------ | ------ | ------ | ------ | ------ | ------ | ------ | ------ |
| 1.     | Keynell (Remix by ae)            | 07:22  |        |        |        |        |        |        |        |
| 2.     | Pelt (Remix by Velocity Kendall) | 03:55  |        |        |        |        |        |        |        |
| 11:17  |                                  |        |        |        |        |        |        |        |        |

| Face B | Face B                      | Face B | Face B | Face B | Face B | Face B | Face B | Face B | Face B |
| No     | Titre                       | Durée  |        |        |        |        |        |        |        |
| ------ | --------------------------- | ------ | ------ | ------ | ------ | ------ | ------ | ------ | ------ |
| 1.     | Viral Rival (Remixed by ae) | 07:28  |        |        |        |        |        |        |        |
| 2.     | Mag 3.1426 (Remix by ae)    | 05:38  |        |        |        |        |        |        |        |
| 13:06  |                             |        |        |        |        |        |        |        |        |